# Цар царів
Цар Царів або Шахиншах — титул, який використовувався в кількох монархіях та імперіях в античні часи, та, згодом, за часів середньовіччя використовувався у тюркських об'єднаннях (каган — хан ханів, який у тогочасному світі дорівнював титулу імператор). Титул вперше було запроваджено на Близькому Сході. 
Спочатку титул сару (šarru) був титулом правителів міст-держав чи очильників окремих племен. Різновидом цього титулу був титул шах. З утворенням великих державних об'єднань в пізній бронзовій ері, лідери племен чи об'єднань, підкорюючи інші групи, вибудовуючи ієрархічну структуру управління (зберігали як правило місцеву родо-племінну верхівку чи панівний прошарок певних громад) запровадили новий титул — шах шахів, який визначав їх виключне, панівне становище. Перший з відомих правителів, що використав титул шах шахів (šarru šarrāni) був асирійський Тукульті-Нінурта I (13 століття до н. е.). Від ассирійців титул шах шахів запозичили мідійські правителі, а, згодом, й перси, від яких, в свою чергу, його було запозичено кушанами та тюркськими народами.
Назва згадується в Єврейській Біблії (מלך מלכיא), застосована до Навуходоносора (Набу-кудуррі-уцур) і Артаксеркса. У Данила 2:37, Данило тлумачить сон Навуходоносора, про те, що
«Тобі, царю, цар царів, якому Бог небесний дарував царство, владу, і силу, і славу»
У християнстві цар царів (βασιλευς των βασιλευοντων) є одним з назв Ісуса, застосованих в 1-му посланні Тимофію 6:15 і Книзі Одкровення 17:14, 19:16.
Імператори Ефіопії мали титул «король королів» (nəgusä nägäst).
У ІІ тис. до Р.Х. на Близькому Сході існувала традиція взаємно використовувати титули, які перекладались як «Великий король» між державами, як спосіб дипломатичного визнання одне одного рівним. Тільки правителі держав, які не підлягали жодному іншому правителю і були досить потужні, щоб викликати повагу у своїх сусідів, мали право використовувати титул «великого короля». Це були монархи Єгипту, Ямхаду, Хеттів, Вавилонії, Мітанні (до її розпаду в XIV столітті до Р.Х.), Ассирії (лише після розпаду Мітанні) і недовгий час держава Мікенів.

## В релігіях

### Юдаїзм
В юдаїзмі, «Цар царів» — на івриті, Мелех ха-M'лахім (Melech ha-M'lachim) — це вираз, який посилається на Бога, ім'я якого не може бути сказано. Як правило, відображається у вигляді Melech Malchei Ha-M'lachim (Цар Царів Царів), і ставить його на один щабель вище титулу вавилонських і перських царів, які згадуються в Біблії (зокрема, в книзі Даниїла).

## Політичні

### Іран (Персія)
- Ахеменіди
- Аршакіди
- Сасаніди
- Пахлаві